# Sociedad Académica de Carelia

Cartel de la AKS.

La Sociedad Académica de Carelia (en finés: Akateeminen Karjala-Seura, AKS) fue una organización nacionalista finlandesa y activista ugrofinesa que tenía como objetivo el crecimiento y la mejora de la recién independizada Finlandia, fundada por académicos y estudiantes de la Universidad de Finlandia en 1922. Sus miembros conservaron su influencia en la vida académica de la época así como dentro del cuerpo de oficiales del Ejército. La AKS controló el sindicato de estudiantes de la Universidad de Helsinki desde mediados de la década de 1920 hasta 1944, cuando la Sociedad se disolvió a raíz de la Guerra de Continuación.

## Raíces ideológicas
La ideología política y filosófica de la AKS tuvo sus raíces principales en la filosofía del estadista y fennómano del siglo XIX Johan Vilhelm Snellman, quien enfatizó un estado nacional fuerte y la necesidad de llevar el idioma finés a la vanguardia de la vida cultural finlandesa, que estaba dominada casi exclusivamente por el idioma sueco.
La ideología nacionalista de la AKS también surgió de la discusión europea común sobre los derechos nacionales basada en los 14 puntos del presidente Wilson. Además, la experiencia de la Guerra civil finlandesa reforzó un profundo sentimiento antisocialista en los círculos nacionalistas finlandeses de esa época. Uno de los lemas que utilizó la AKS fue "¡Pirua ja ryssää vastaan!" (¡Contra el diablo y los rusos!) Donde el diablo se refiere a los principales enemigos domésticos de la sociedad; los socialistas y comunistas. A pesar de tener puntos de vista cercanos al movimiento fascista de Italia, no hubo influencia del exterior: la AKS se fundó en febrero de 1922, antes de la Marcha sobre Roma y sus orígenes fueron puramente domésticos. El grupo fue fundado por Elias Simojoki, Erkki Räikkönen y Reino Vähäkallio.

## Carelia
Muchos de los fundadores de la AKS eran veteranos de las guerras de Carelia y, por lo tanto, tenían conocimiento de la difícil situación de la población de habla carelia en la Carelia soviética. Se consideraba que los carelios eran parte del heimo (pueblo) finlandés y su destino era de suma importancia para la AKS. El programa de la Sociedad Académica de Carelia se centró en su principal demanda: la adquisición de la Carelia Oriental a la Rusia soviética y la liberación de los parientes de Carelia. El trabajo hacia este objetivo se realizó principalmente mediante esfuerzos propagandistas para mantener el asunto en la mira del público.
La AKS también organizó ayuda para las minorías finlandesas en la Rusia soviética y los refugiados de allí y promovió esfuerzos culturales para ayudar a las minorías de habla finlandesa del norte de Suecia y Noruega. También intentaron cultivar la amistad entre los nuevos estados independientes de Finlandia y Estonia (y, en menor grado, Hungría).

## Políticas internas de la AKS
A nivel nacional, la AKS fue una defensora enfática de un ejército fortalecido y de restricciones estrictas contra los socialistas, aunque al mismo tiempo enfatizó la necesidad de mejorar la suerte de las clases trabajadoras en interés de la comunidad nacional. También promovió los derechos de la lengua finesa a convertirse en la primera lengua del país, especialmente en las Universidades y en la burocracia del estado. Inicialmente, el grupo era ambiguo con la democracia, pero bajo la presidencia de Vilho Helanen llegó a oponerse al concepto.
En la década de 1930, la AKS era un aliado del partido de ultraderecha Movimiento Patriótico Popular. La AKS también mantuvo estrechos vínculos con una sociedad secreta militante llamada Vihan Veljet. Algunos autores afirman que Vihan Veljet era en realidad un grupo dentro de la AKS, no una organización separada, pero no hay mucha evidencia de ninguna manera.

## Legado de la AKS
Después del final de la Segunda Guerra Mundial, la organización fue etiquetada como "fascista" y oficialmente disuelta por orden del Consejo de Control Aliada, y los archivos de la AKS fueron escondidos o destruidos.
Entre los exmiembros destacados se incluyen bastantes académicos, obispos, líderes empresariales, generales y políticos (por ejemplo, el presidente Urho Kekkonen). Muchos oficiales del ejército finlandés durante las guerras de 1939-1940 y 1941-1944 fueron miembros de la Sociedad.